# Nāḩiyat Khirbat al Ma‘azzah
Nāḩiyat Khirbat al Ma‘azzah (arabiska: ناحية خربة المعزة) är ett subdistrikt i Syrien.   Det ligger i provinsen Tartus, i den västra delen av landet, 150 km norr om huvudstaden Damaskus.
Trakten runt Nāḩiyat Khirbat al Ma‘azzah består till största delen av jordbruksmark. Runt Nāḩiyat Khirbat al Ma‘azzah är det tätbefolkat, med 511 invånare per kvadratkilometer.